# Soera Jonas
Soera Jonas is een soera van de Koran.
De soera is vernoemd naar de profeet Yunus die in aya 98 genoemd wordt. Het is de eerste soera die vernoemd is naar een profeet. Evenals soera De Kantelen worden geschiedenissen gegeven van eerdere profeten en boodschappers Nuh, Musa en Harun. De soera eindigt met de boodschap dat het Gods wil is dat mensen niet geloven en vraagt of je anderen kunt dwingen om te geloven zonder Zijn wil. Er wordt duidelijk gemaakt de ene God en zijn godsdienst trouw te blijven.
De soera rept niet over Yunus zelf; het volk van Yunus wordt als uitzondering gesteld. Het volk koos zelf om te geloven, terwijl alle andere volkeren pas zullen geloven door enkel Gods wil.

## Bijzonderheden
Ayat 40 en 94 t/m 96 zouden zijn geopenbaard in Medina.
Soera Jonas zegt eigenlijk niets over Jonas en zijn lotgevallen, Soera De in de Rangen Behorenden vermeldt daar meer over.

## Inhoud
Volgens aya 37 bevestigt de Koran de voorgaande openbaringen.
Ayat 71-73 gaan over Nuh. Er wordt verteld over de twistgesprekken die hij met mensen voert. Vervolgens verdrinken de mensen behalve zij die met hem de ark zijn ingegaan.
Ayat 75-93 gaan over Musa. Er wordt verteld dat hij en Harun naar de farao worden gestuurd met tekenen. Ze worden ervan beschuldigd gebruik te maken van magie. De farao vraagt vervolgens magiërs die magie uitoefenen. Volgens Mozes zal Allah deze magie nutteloos maken. Slechts enkelen jongelingen uit Musa's volk geloven in hem. Allah beveelt Musa en Harun Israëlieten huizen toe te wijzen en deze om te vormen tot gebedshuizen waar kan worden gebeden en goed nieuws kan worden gebracht aan gelovigen. Tijdens de uittocht uit Egypte verdrinkt de farao in de zee. Voordat hij overlijdt, wordt hij moslim door uit te schreeuwen dat hij alleen in Allah gelooft. Er wordt gesteld dat het lichaam van de farao niet zal ontbinden als voorbeeld voor de mensen die na hem komen.